# 妙阿尔刻鸟属
妙阿尔刻鸟属（学名：Mirarce）为鸟龙鸟科的一个属。

## 下属物种
本属包括以下物种：
- Mirarce eatoni Atterholt, Hutchison & O'Connor, 2018[2]